# Serrat dels Collars
El Serrat dels Collars és un serrat del terme municipal de Sant Esteve de la Sarga, del Pallars Jussà. Es tracta d'un dels contraforts de la part central-oriental del Montsec d'Ares.
Està situat al sud-est del terme de Sant Esteve de la Sarga, prop del límit amb Castell de Mur i amb Àger, al sud-oest del poble de Moror. A llevant seu hi ha el Serrat de Salitó, i a ponent, el Serrat del Camí d'Àger.